# Dasychira phaeogramma
Dasychira phaeogramma är en fjärilsart som beskrevs av Collenette 1939. Dasychira phaeogramma ingår i släktet Dasychira och familjen tofsspinnare. Inga underarter finns listade i Catalogue of Life.